# Saison 2 d'American Crime Story
 (février 2018).
Si vous disposez d'ouvrages ou d'articles de référence ou si vous connaissez des sites web de qualité traitant du thème abordé ici, merci de compléter l'article en donnant les références utiles à sa vérifiabilité et en les liant à la section « Notes et références ».
Chronologie
Saison 1 Saison 3
American Crime Story: The Assassination of Gianni Versace est la deuxième saison de la série d'anthologie américaine American Crime Story qui se concentre sur l'assassinat du couturier Gianni Versace en 1997. Le scénario s'inspire du livre de Maureen Orth, intitulé Vulgar Favors: Andrew Cunanan, Gianni Versace, and the Largest Failed Manhunt in U.S. History. 
En France, elle est diffusée les jeudis à 21 h sur Canal+. En Suisse romande, la TSR diffuse cette série dès juillet 2018. Cette deuxième saison est disponible depuis le 3 août 2022 sur Disney+.

## Synopsis
En 1997, le célèbre couturier italien Gianni Versace est assassiné à Miami, devant son domicile, par le tueur en série Andrew Cunanan. Alors que le monde people est en deuil, une des plus célèbres chasses à l'homme de tous les temps s'apprête à voir le jour.

## Distribution

### Acteurs principaux
- Darren Criss (VF : Stanislas Forlani) : Andrew Cunanan
- Penélope Cruz (VF : Ethel Houbiers) : Donatella Versace
- Édgar Ramírez (VF : Anatole de Bodinat) : Gianni Versace
- Ricky Martin (VF : Pascal Nowak) : Antonio D'Amico

 Source et légende : version française (VF) sur RS Doublage

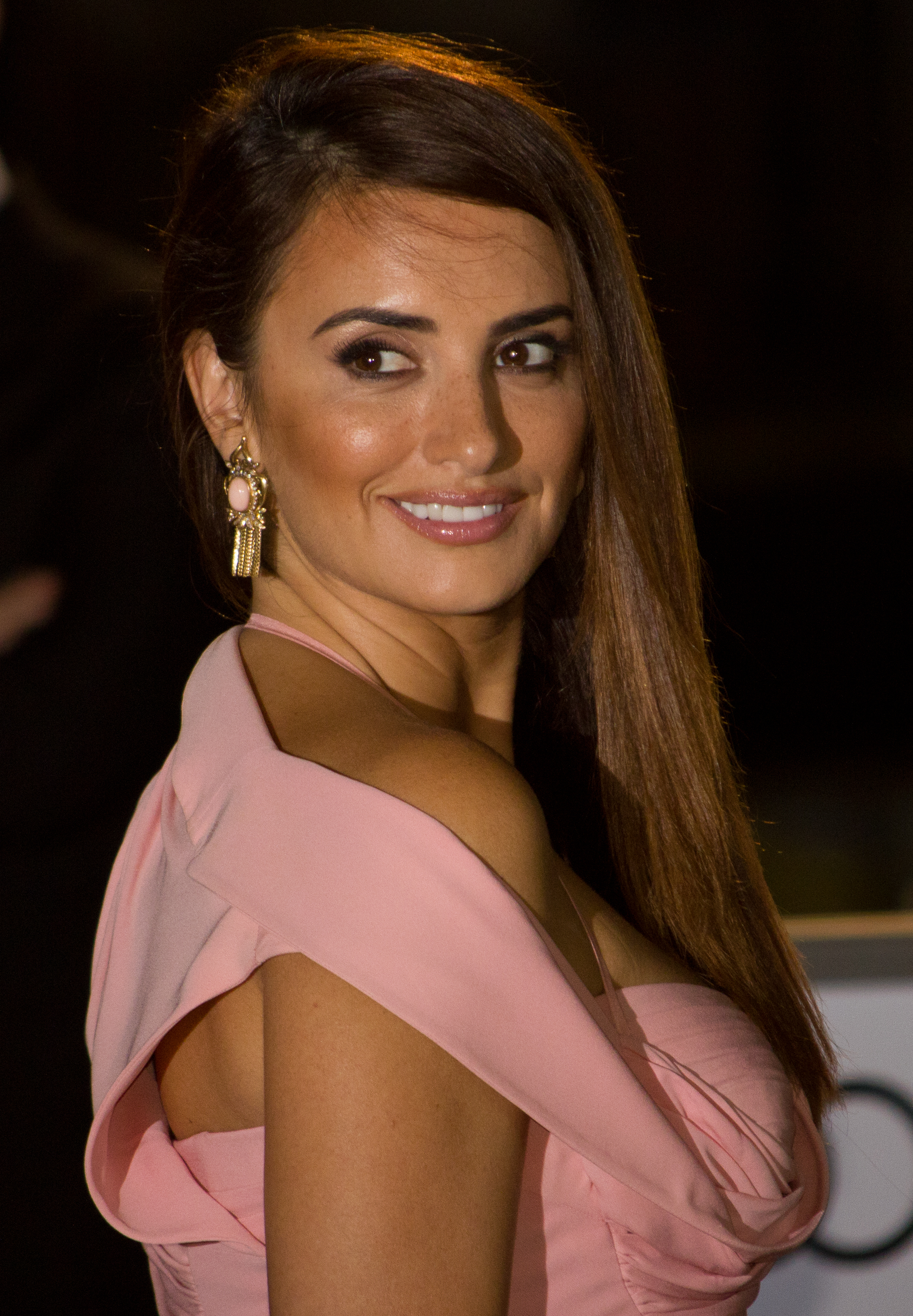
Penélope Cruz interprète Donatella Versace
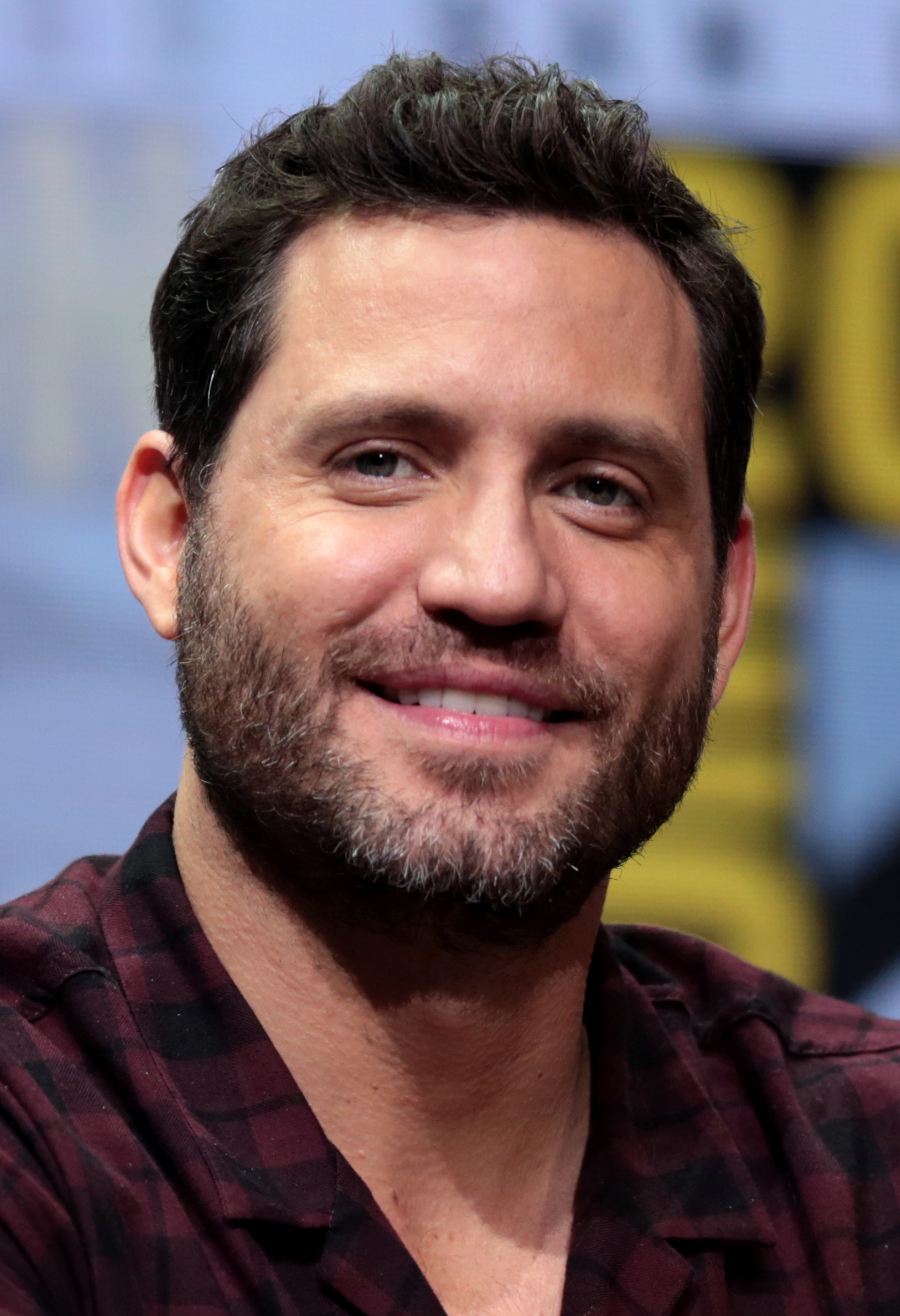
Édgar Ramírez interprète Gianni Versace
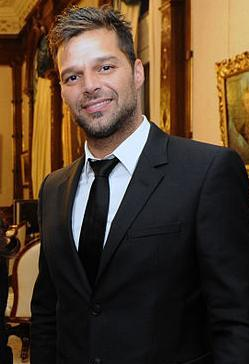
Ricky Martin interprète Antonio D'Amico
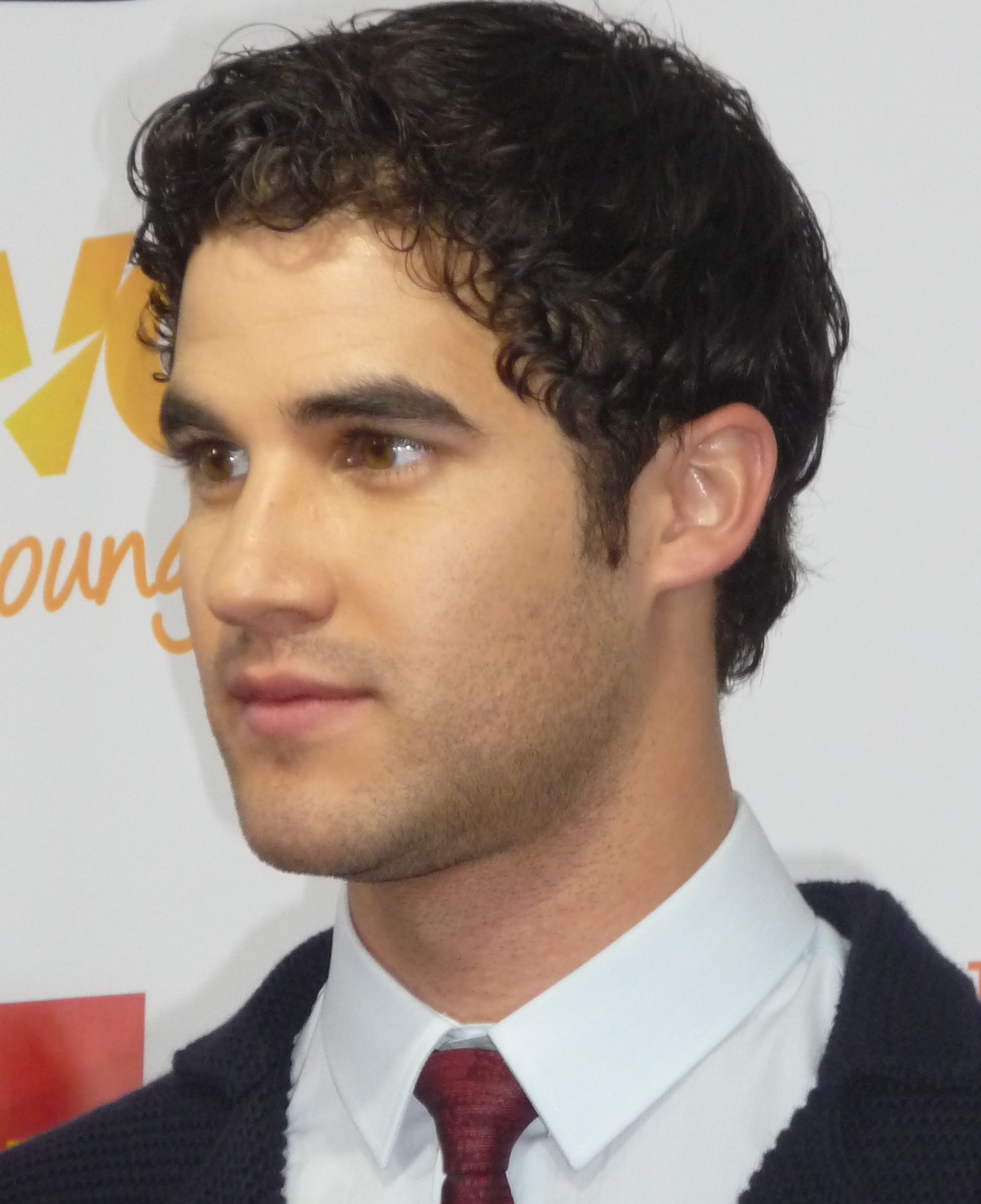
Darren Criss interprète Andrew Cunanan

### Acteurs récurrents
- Will Chase (VF : Philippe Vincent) : le détective Scrimshaw
- Giovanni Cirfiera (VF : Mathieu Buscatto) : Santo Versace
- Jay R. Ferguson (VF : Boris Rehlinger) : l'agent Evans du FBI
- Max Greenfield (VF : Sébastien Desjours) : Ronnie
- Christine Horn : l'agent Gruber du FBI
- Cathy Moriarty : Vivian Oliva
- Dascha Polanco : le détective Lori
- José Zúñiga : détective Navarro
- Finn Wittrock : Jeff Trail

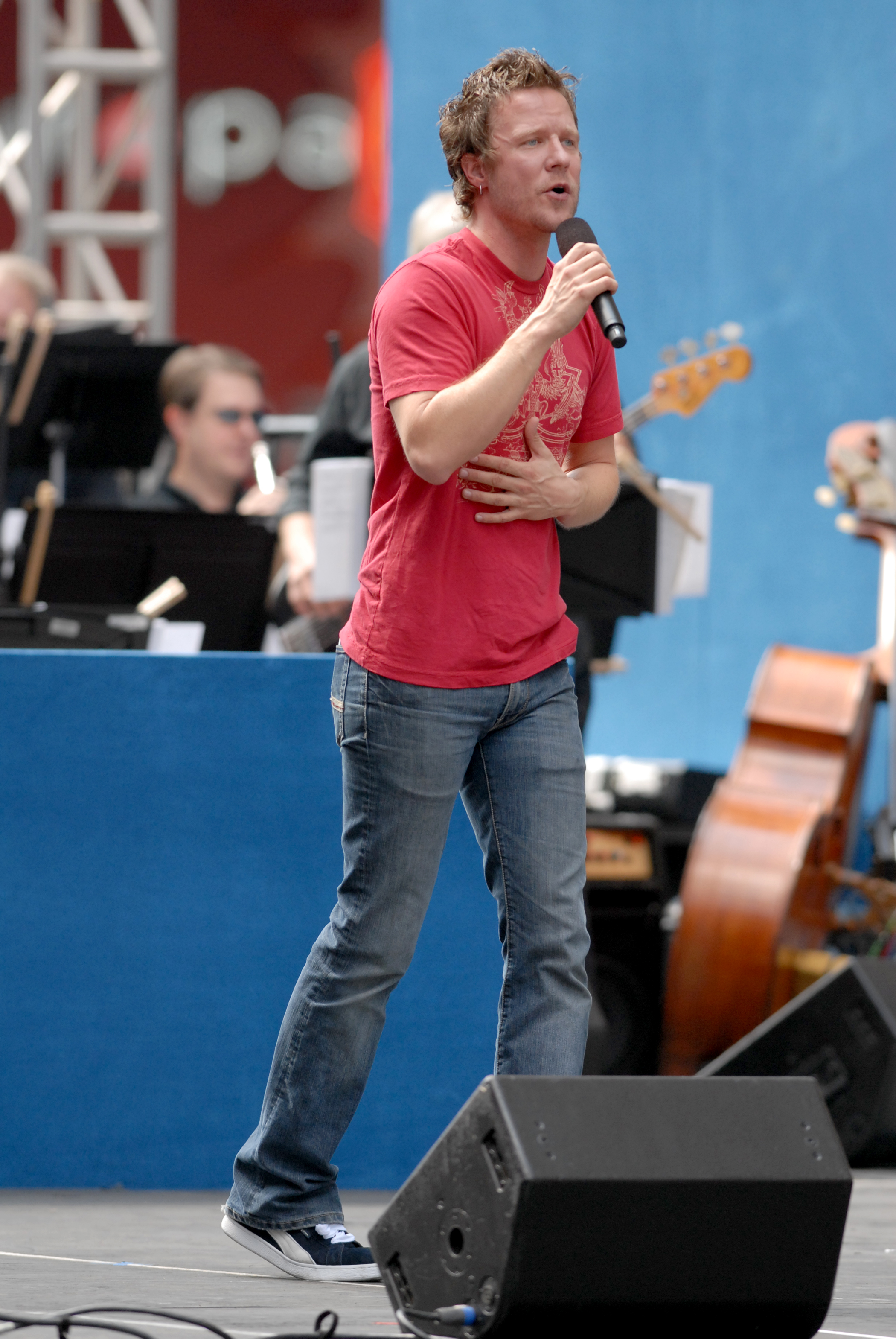
Will Chase interprète Le detective Scrimshaw
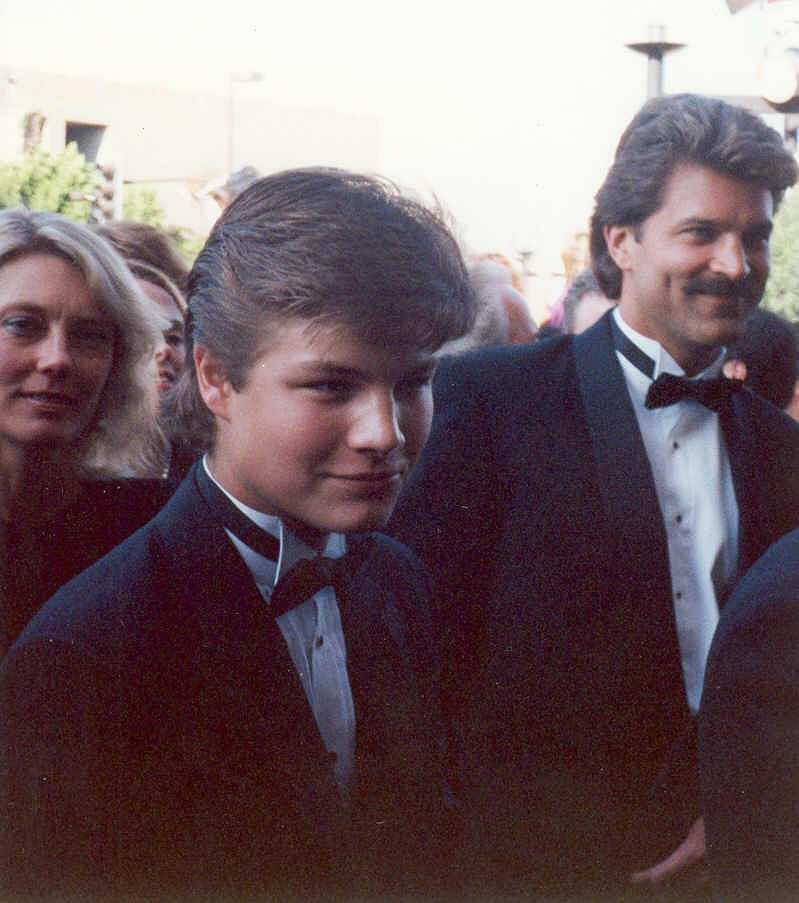
Jay R. Ferguson interprète L'agent Evans du FBI
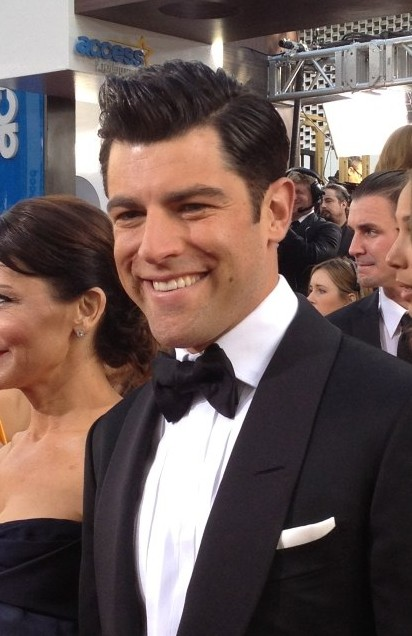
Max Greenfield interprète Ronnie
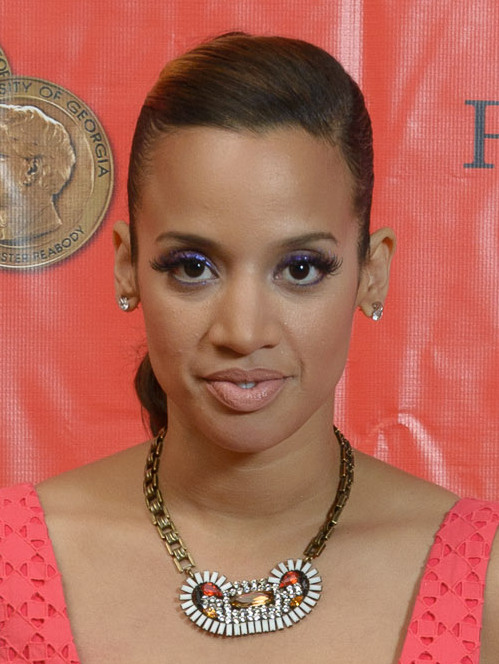
Dascha Polanco interprète Le detective Lori
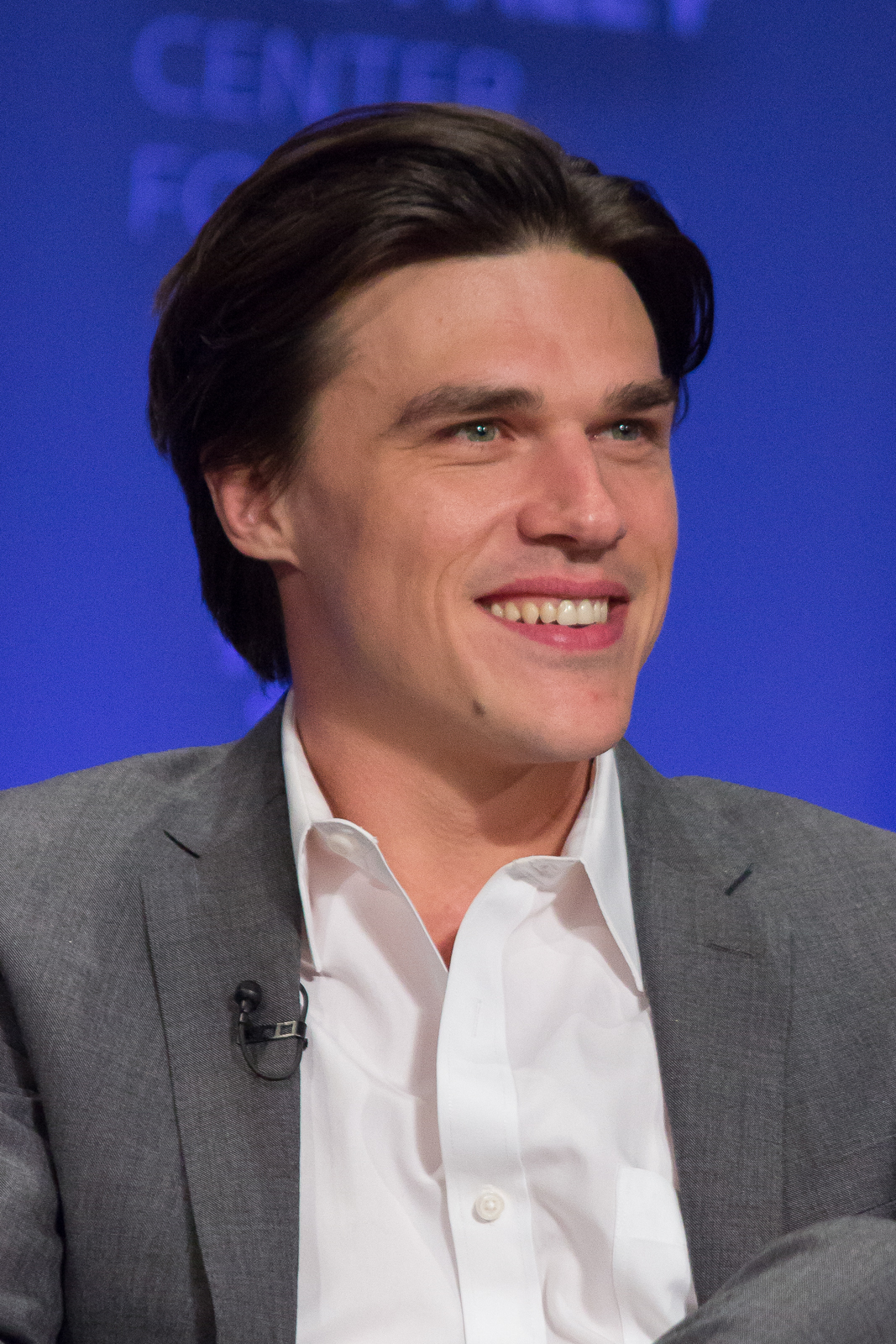
Finn Wittrock interprète Jeffrey Trail

### Invités
- Joanna P. Adler : Mary Ann Cunanan
- Joe Adler : Jerome
- Annaleigh Ashford : Elizabeth Cote
- Jon Jon Briones (VF : Marc Saez) : Modesto Cunanan
- Nico Evers-Swindell : Philip Merrill
- Mike Farrell : Lee Miglin
- Cody Fern (VF : Maxime Baudouin) : David Madson
- Alex Fernandez : Matt L. Rodriguez
- Michael Nouri : Norman Blachford
- Vincenzo Amato : Le porte-parole de Versace

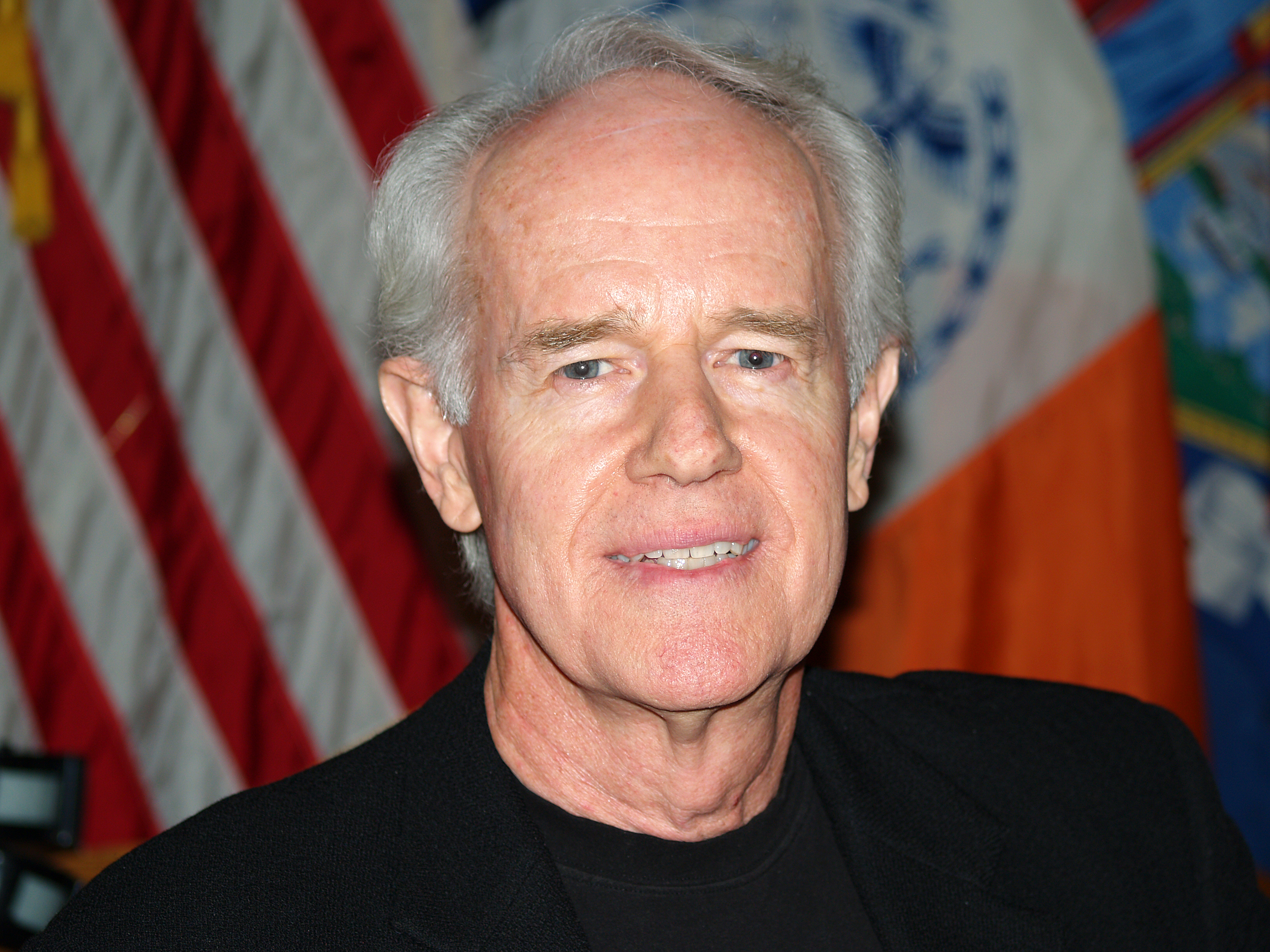
Mike Farrell interprète Lee Miglin

### Invité spécial
- Judith Light (VF : Frédérique Tirmont) : Marilyn Miglin (épisode 3 et 10)

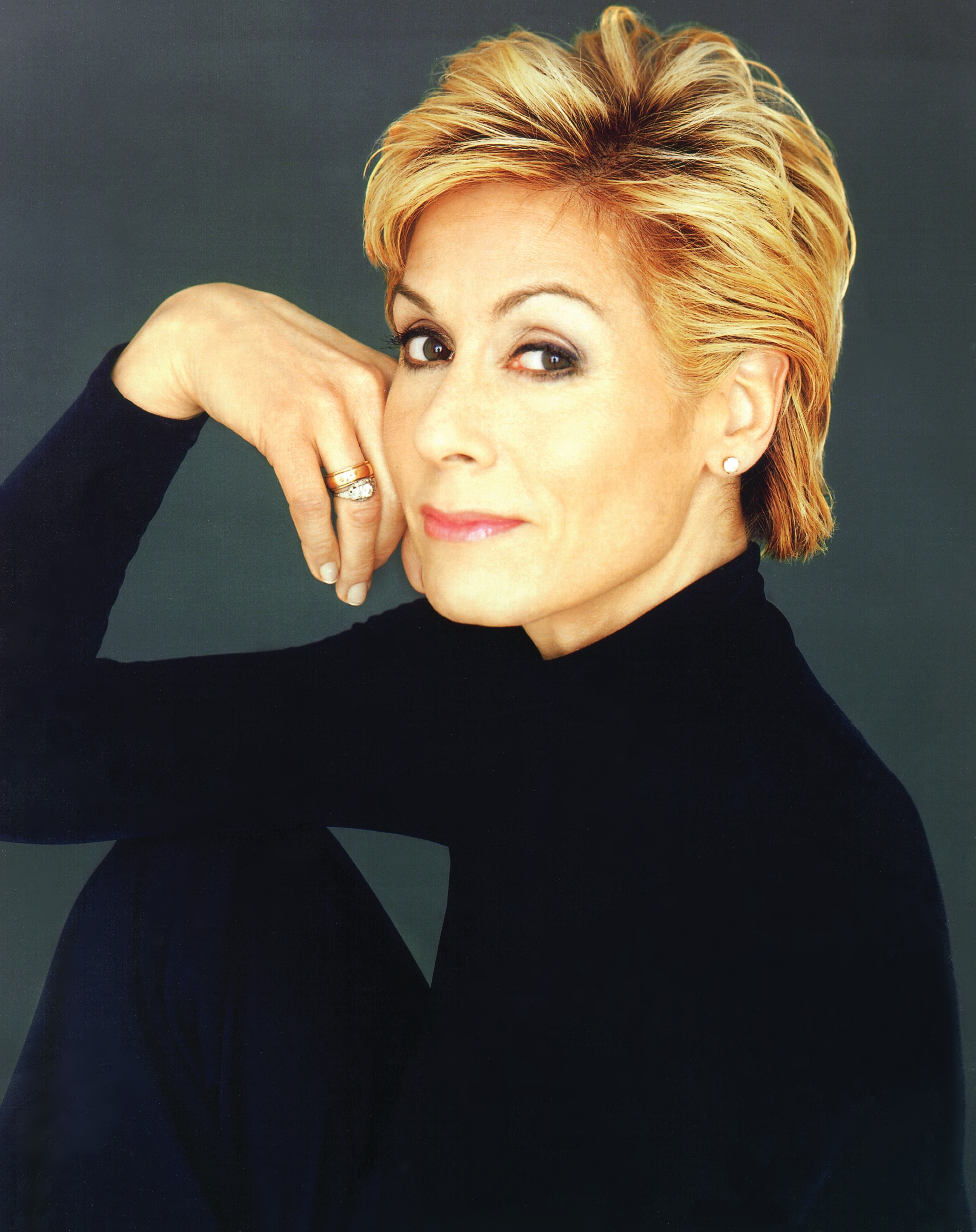
Judith Light interprète Marilyn Miglin

## Épisodes

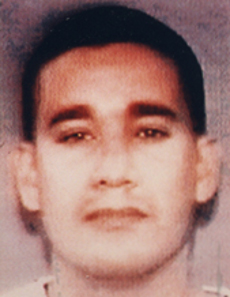
Andrew Cunanan

### Épisode 1:Celui qui voulait exister
- États-Unis /  Canada : 17 janvier 2018 sur FX / FX Canada
- France : 
  - 29 mars 2018 sur Canal+
  - 3 aout 2022 sur Disney+
- Suisse : 17 juillet 2018 sur RTS Deux

- États-Unis : 2,22 millions de téléspectateurs[réf. souhaitée] (première diffusion)

Le 15 juillet 1997, Gianni Versace se réveille dans sa grande maison de Miami. En revenant de sa routine matinale sur Ocean Drive pour rentrer chez lui, il est surpris sur le pas de sa porte par Andrew Cunanan, qui lui tire deux balles dans la tête et laisse une colombe morte près de son corps avant de fuir. 
En octobre 1990, Cunanan vit chez un couple d'amis à San Francisco. Un jour, il affirme avoir rencontré Gianni Versace la nuit précédente dans un club gay, avoir discuté avec le couturier et reçu une invitation pour la représentation de Capriccio dont Versace a conçu les costumes. Cependant, les amis de longue date de Cunanan connaissent ses tendances mythomanes, se contredisant régulièrement sur son passé. Il se rend tout de même à l'opéra, empruntant un costume et une montre de son ami.
1997. Cunanan est toujours en fuite et la police, vite alertée, ne parvient pas à le retrouver. Gianni Versace est amené à l'hôpital mais ne peut être sauvé. Le détective Scrimshaw, premier envoyé sur les lieux, doit contenir l’affaire au plus vite alors que des badauds commencent à vouloir profiter de l’affaire : un passant prend un polaroid du corps de Versace chargé dans l’ambulance, une femme récupère du sang sur les marches... Quand le FBI arrive sur les lieux et que les premiers éléments désignant Andrew Cunanan sont retrouvés, l'agent Evans lance la chasse à l'homme contre le tueur en série qui en est maintenant à sa cinquième victime. Cunanan a laissé plusieurs fausses adresses chez les prêteurs sur gages de Miami, autant de fausses pistes pour la police.

### Épisode 2:Chasse à l'homme
- États-Unis /  Canada : 24 janvier 2018 sur FX / FX Canada
- France : 
  - 29 mars 2018 sur Canal+
  - 3 août 2022 sur Disney+
- Suisse : 17 juillet 2018 sur RTS 2

- États-Unis : 1,42 million de téléspectateurs[réf. souhaitée] (première diffusion)

Mars 1994. Gianni Versace apprend qu'il est séropositif et condamné. Donatella blâme Antonio pour la maladie, mais il se défend, affirmant que leurs amants mutuels sont un choix que Gianni partage et assume.
Mai 1997. Andrew Cunanan fuit la Caroline du Sud, recherché pour le meurtre de Lee Miglin (sa 3e victime) au volant du pick-up rouge de sa 4e victime, William Reese. Il arrive à Miami et prend une chambre de motel avec vue sur la plage, n'utilisant une fausse identité que si nécessaire, le FBI l’ayant mis dans la liste des 10 personnes les plus recherchées des États-Unis. Cunanan vit en se prostituant auprès d'hommes mariés et donne une partie de son argent à Ronnie, un voisin homosexuel et séropositif. Pendant son temps libre, Cunanan nourrit son obsession pour Gianni Versace, observant sa demeure en espérant voir le couturier, dont il jalouse la célébrité et la créativité.

### Épisode 3:Le meurtre d'un vieil homme
- États-Unis /  Canada : 31 janvier 2018 sur FX / FX Canada
- France : 
  - 5 avril 2018 sur Canal+
  - 3 août 2022 sur Disney+
- Suisse : 17 juillet 2018 sur RTS 2

- États-Unis : 1,26 million de téléspectateurs[réf. souhaitée] (première diffusion)

Mai 1997. Marilyn Miglin revient de Toronto où elle présentait sa gamme de parfum dans une émission de télé-achat, et rentre à son domicile, à Chicago, où elle s'étonne de ne pas avoir de nouvelles de son mari Lee. La maison est trouvée vide et quelques heures plus tard, la police trouve le corps de Lee dans le garage. Une semaine plus tôt, alors que Marilyn partait, Lee reçoit un appel d'Andrew Cunanan, pour lui un escort boy qu'il fréquente depuis quelque temps. Le promoteur immobilier l'invite pour la soirée chez lui, lui montre le concept de la Skyneedle, son prochain immeuble, mais pendant la soirée, prétextant un jeu sexuel, Andrew tue Lee en lui brisant les côtes avec un sac de béton puis en le poignardant. Quand la police fouillera les lieux à la découverte du corps, les agents verront que Cunanan a laissé des magazines pornographiques gay autour de lui et que le tueur a habité quelques jours dans la maison avant le retour de Marilyn avant de fuir avec la Lexus de Miglin. Une voiture volée par Cunanan est retrouvée près des lieux, permettant à la police de faire le lien avec deux autres meurtres. Marilyn montre une attitude stoïque, refusant d'admettre que son mari avait une aventure avec un homme et affirme que le meurtre était uniquement motivé par le vol.

### Épisode 4:La maison près du lac
- États-Unis /  Canada : 7 février 2018 sur FX / FX Canada
- France : 
  - 5 avril 2018 sur Canal+
  - 3 août 2022 sur Disney+
- Suisse : 24 juillet 2018 sur RTS 2

- États-Unis : 980 000 téléspectateurs[réf. souhaitée] (première diffusion)

Le soir du 27 mai 1997, Andrew Cunanan vit à Minneapolis avec David Madson, son amant depuis plus d'un an. Cunanan n'apprécie pas la proximité de Madson avec Jeffrey Trail, un de ses anciens amants. Aussi, quand il passe à l'appartement de Madson, Andrew pousse David à ouvrir la porte à Jeff et une fois entré, défonce son crâne à coup de marteau. David est sous le choc et cherche à fuir, mais Cunanan lui rappelle qu'il est désormais complice et risque la prison comme lui. Ils restent dans l’appartement toute la nuit, Andrew mettant en scène une soirée BDSM qui aurait mal tourné et cachant le corps dans un tapis, quand la concierge alertée par une collègue de David sonne à la porte. Andrew et David prennent la fuite et le corps de Jeffrey est trouvé.

### Épisode 5:La loi du silence
- États-Unis /  Canada : 14 février 2018 sur FX / FX Canada
- France : 
  - 12 avril 2018 sur Canal+
  - 3 août 2022 sur Disney+
- Suisse : 24 juillet 2018 sur RTS 2

- États-Unis : 910 000 téléspectateurs[réf. souhaitée] (première diffusion)

Juin 1995. Donatella Versace apprend que son frère Gianni va donner une interview dans laquelle il compte faire son coming-out. Donatella craint surtout de voir l'image de la société familiale ternie et la perte de clients et de contrats publicitaires, mais soutenu par Antonio, Gianni se rend à l'interview.

### Épisode 6:La chute
- États-Unis /  Canada : 28 février 2018 sur FX / FX Canada
- France : 
  - 12 avril 2018 sur Canal+
  - 3 août 2022 sur Disney+
- Suisse : 24 juillet 2018 sur RTS 2

- États-Unis : 1,10 million de téléspectateurs[réf. souhaitée] (première diffusion)

En 1996, Cunanan vit en Californie où il est logé et entretenu par l'homme d'affaires Norman Blachford. Son vieil amant le laisse organiser une fête d'anniversaire pour ses 26 ans dans sa grande demeure, ceci pour impressionner David Madson. Il pousse ainsi Jeff Trail à mentir sur sa carrière dans la Marine afin de sauver les apparences, donnant ainsi l'image qu'il est aimé de tous. Cependant, Cunanan est envahi par la jalousie en voyant Madson et Trail sympathiser. Quelques jours après, il fait une liste de demandes extravagantes à Blachford pour qu'il reste avec lui, mais le millionnaire refuse, connaissant tout des mensonges que Cunanan raconte sur sa vie. Andrew le quitte, furieux, et dépense alors une fortune pour reconquérir Madson, qui préfère également s'éloigner de lui. Peu après, Trail apprend que son père a reçu une carte postale pour lui, signée d'Andrew et révélant son homosexualité, et en retour, Trail menace Cunanan avant d'annoncer son départ pour Minneapolis.

### Épisode 7:De l'ombre à la lumière
- États-Unis /  Canada : 7 mars 2018 sur FX / FX Canada
- France : 
  - 19 avril 2018 sur Canal+
  - 3 août 2022 sur Disney+
- Suisse : 31 juillet 2018 sur RTS 2

- États-Unis : 920 000 téléspectateurs[réf. souhaitée] (première diffusion)

En 1992, dans leur atelier de Milan, Gianni Versace pousse Donatella à s'impliquer plus dans la création de leurs robes, Gianni se sentant de plus en plus faible avec sa maladie. Ils parviennent ensemble à concevoir une robe en cuir noire pour la soirée d'anniversaire de Vogue, qui fait parler mais ne se vend pas. Gianni s'emporte mais sa santé empire. Donatella doit révéler à ses employés que Gianni souffre d'un cancer de l'oreille et qu'elle reprend les rênes de l'affaire familiale pendant que son frère se repose à Miami. 

### Épisode 8:Destruction créatrice
- États-Unis /  Canada : 14 mars 2018 sur FX / FX Canada
- France : 
  - 19 avril 2018 sur Canal+
  - 3 août 2022 sur Disney+
- Suisse : 31 juillet 2018 sur RTS 2

- États-Unis : 1 million de téléspectateurs(première diffusion)

- Edouard Holdener (Andrew Cunanan enfant)
- Jon Jon Briones (Modesto Cunanan)
- Nico Evers-Swindell (Philip Merrill)

En 1957, dans son village d'Italie, un jeune Gianni Versace se découvre un goût pour la couture et la conception de vêtements en regardant sa mère. Malgré les insultes, Gianni est encouragé par sa mère.

### Épisode 9:Seul sur scène
- États-Unis /  Canada : 21 mars 2018 sur FX / FX Canada
- France : 
  - 26 avril 2018 sur Canal+
  - 3 août 2022 sur Disney+
- Suisse : 31 juillet 2018 sur RTS 2

- États-Unis : 1,20 million de téléspectateurs (première diffusion)

15 juillet 1997. Après avoir fui la police de Miami toute la journée, Cunanan se réfugie dans un bateau pour fuir la ville, les routes étant toutes bloquées par des barrages de police. Pendant deux jours, il tentera de trouver l'opportunité de sortir de l'île. Le FBI tente également de mettre Marilyn Miglin sous protection, ce qu'elle refuse tout net. Mary Ann puis Ronnie sont interrogés sur Andrew, et Elizabeth Cote, une vieille amie d'Andrew, fait une déclaration télévisée appelant le tueur à se rendre, et le père de David Madson rappelle que son fils est une victime. Désespéré, Andrew appelle à l'aide son père Modesto, toujours réfugié aux Philippines, seulement pour le voir le lendemain utiliser la notoriété de son fils à son profit.